# Huile de figue de Barbarie
L'huile de figue de Barbarie est une huile végétale obtenue à partir des pépins du fruit du figuier de Barbarie, cactus qui est présent dans de nombreux pays du monde, en Amérique, dans le bassin méditerranéen et en Afrique,. Pour obtenir un litre d'huile de figue de Barbarie par pression à froid, il faut trente kilos de pépins, soit près d'une tonne de fruits.
Cette huile est souvent utilisée en cosmétique en raison de sa composition riche en actifs qui sont bénéfiques pour la peau et les cheveux.

## Propriétés cosmétiques
L'huile de figue de Barbarie est connue pour ses propriétés cosmétiques. En effet, elle regorge de vitamine E et d'oméga-6, composants bénéfiques pour maintenir la souplesse et la tonicité de la peau. L'huile est aussi considérée comme un produit anti-âge efficace, qui peut être appliqué sur les rides ou les contours des yeux avec un pouvoir anti-oxydant élevé. L'huile de figue de Barbarie nourrit également les cheveux et les revitalise, protège les ongles et les rend moins cassants,.

## Maroc

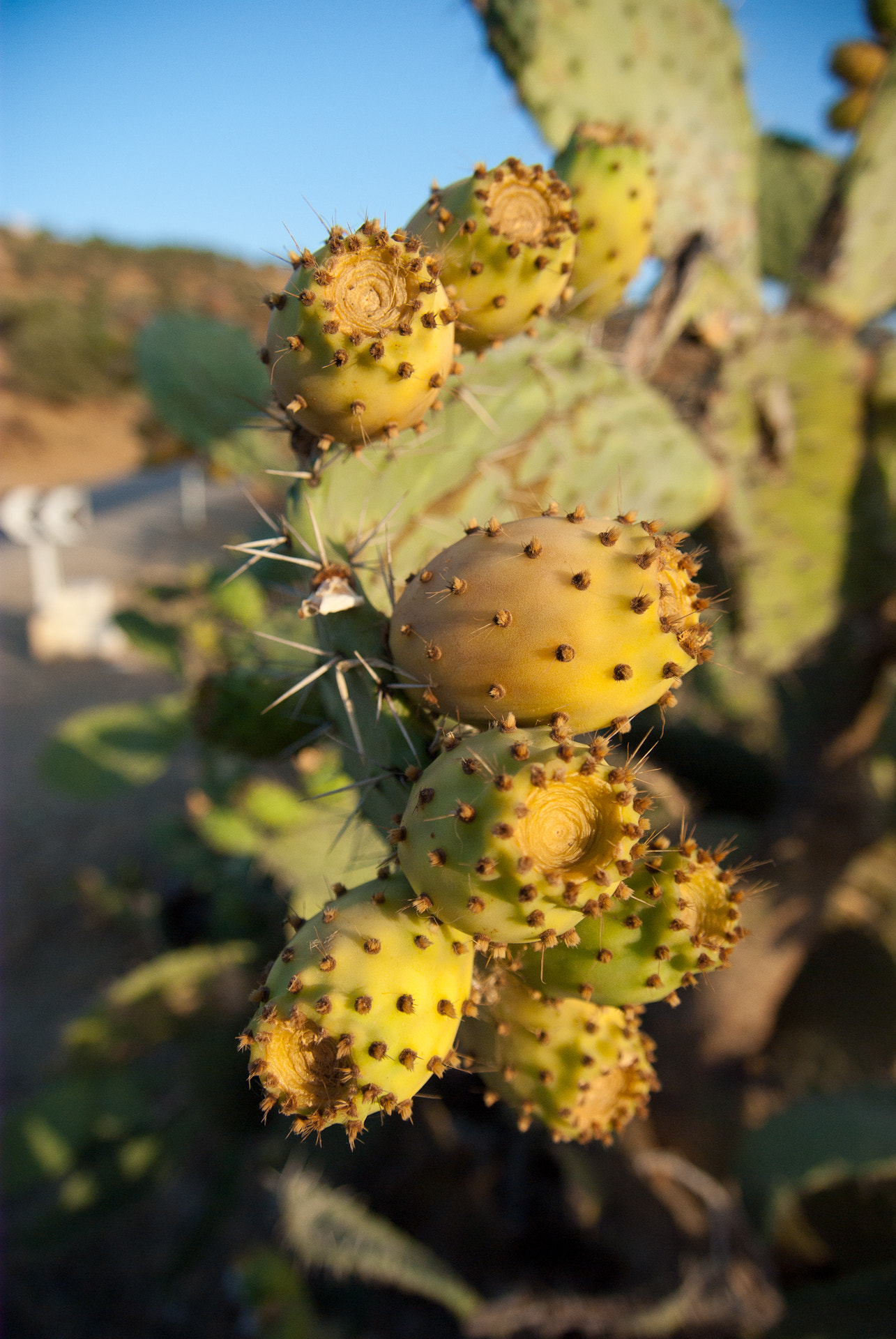
Figues de Barbarie au Maroc

Réputé être l'or vert du Maroc, l'huile de Figue de Barbarie a commencé son expansion au Maroc dans un esprit éco-responsable à travers des coopératives féminines situées principalement dans la région du Souss, mais aussi dans les régions centre et nord du pays .
Il faut près d’une tonne de figues pour obtenir 1 litre d’huile de figue de Barbarie. Elle est obtenue par une pression à froid des graines. L’huile obtenue est 100 % biologique.
Le Maroc étant le premier pays au monde en termes de plantations de figues de barbarie, la matière première est très abondante.
Considérée comme l'huile la plus chère du monde, son succès réside par la richesse de ses composants: Elle regorge de vitamine E (anti-oxydante) et d’acides gras essentiels qui permettent de nourrir et de tonifier la peau en profondeur. Cette huile est aussi une huile réparatrice. En effet, elle atténue les cicatrices, les boutons d’acné et diminue les vergetures. Son odeur fait penser à celle de l’huile d’argan. Au toucher, l’huile de cactus est moins grasse que d’autres huiles et pénètre rapidement l’épiderme.

## Tunisie

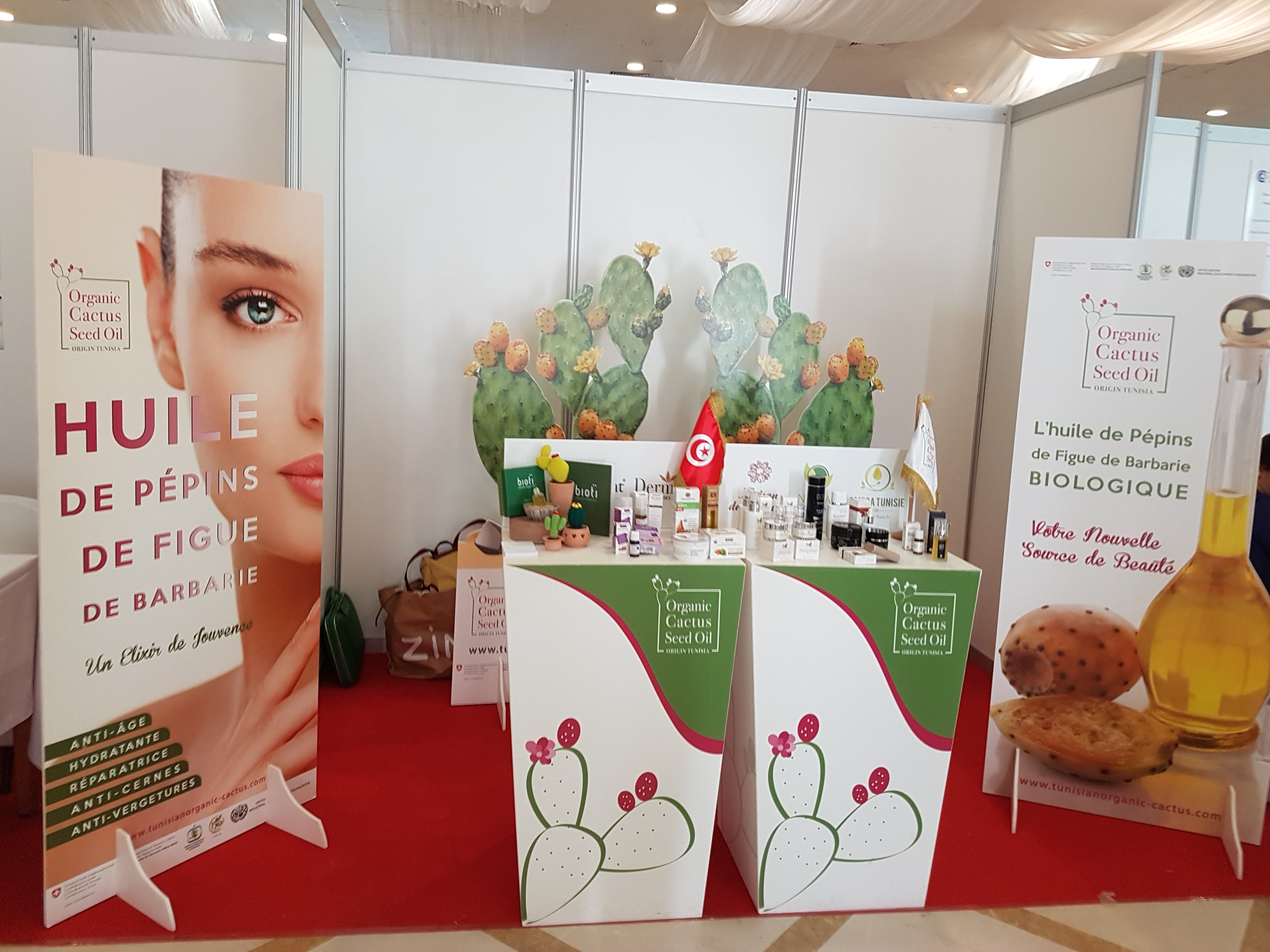
Programme national tunisien de promotion et valorisation de l'huile de figue de Barbarie biologique

En Tunisie, l'huile de figue de Barbarie est considérée comme le produit phare du secteur cosmétique. Avec 600 000 hectares de cactus, la Tunisie est classée deuxième au monde derrière le Maroc, en termes de plantation de figuiers de Barbarie : 12,4 % de la surface mondiale de cactus se trouve dans ce pays du Maghreb. Les produits issus de la filière figue de Barbarie y occupent déjà le cinquième rang des exportations de l'agriculture biologique.
Pour promouvoir davantage ce secteur, le ministère de l'Agriculture, des Ressources hydrauliques et de la Pêche lance en 2017 un programme national de promotion et de valorisation de l'huile de figue de Barbarie biologique sous l'intitulé Organic Cactus Seed Oil - Origin Tunisia,.